# Peridaedala
Peridaedala es un género de polillas tortrícidas perteneciente a la tribu Eucosmini, de la subfamilia Olethreutinae, orden Lepidoptera. Fue descrito por Edward Meyrick en 1925.

## Especies
- Peridaedala algosa (Meyrick, 1912)
- Peridaedala archaea Diakonoff, 1953
- Peridaedala beryllina (Meyrick, 1925)
- Peridaedala chlorissa (Meyrick, 1912)
- Peridaedala crastidochroa Diakonoff, 1953
- Peridaedala dendrochlora Diakonoff, 1968
- Peridaedala enantiosema Diakonoff, 1983
- Peridaedala hagna Diakonoff, 1948
- Peridaedala hierograpta Meyrick, 1925
- Peridaedala japonica Oku, 1979
- Peridaedala melanantha Diakonoff, 1968
- Peridaedala physoptila Diakonoff, 1968
- Peridaedala prasina Diakonoff, 1953
- Peridaedala speculata Razowski, 2013
- Peridaedala stenoglypha Diakonoff, 1968
- Peridaedala stenygra Razowski, 2013
- Peridaedala thesaurophora Diakonoff, 1983
- Peridaedala thylacophora Diakonoff, 1968
- Peridaedala tonkinana Kuznetzov, 1988
- Peridaedala triangulosa Diakonoff, 1983